# Campeonato Maranhense de Futebol de 1981
O Campeonato Maranhense de Futebol de 1981 foi a 60º edição da divisão principal do campeonato estadual do Maranhão. O campeão foi o Moto Club que conquistou seu 16º título na história da competição. O artilheiro do campeonato foi Alberto, jogador do Moto Club, com 13 gols marcados.

## Premiação
| Campeonato Maranhense de 1981  |
| São Luís                       |
| ------------------------------ |
| Moto Club Campeão (16º título) |